# Vill jag vissla så visslar jag
Vill jag vissla så visslar jag (rumänska: Eu când vreau să fluier, fluier) är en rumänsk dramafilm från 2010 i regi av Florin Șerban, med George Piștereanu och Ada Condeescu i huvudrollerna. Den handlar om en tonårspojke som känner sig tvungen att rymma från ett ungdomsfängelse två veckor före sin tilltänkta frigivning. Förlaga är pjäsen med samma namn av Andreea Vălean. Filmen producerades av rumänska Strada film med samproduktionsstöd från svenska Film i Väst och The chimney pot. Den vann juryns stora pris vid filmfestivalen i Berlin.

## Medverkande
- George Piștereanu som Silviu
- Ada Condeescu som Ana
- Mihai Constantin som fängelsedirektören
- Clara Vodă som mamman
- Marian Bratu som brodern
- Papan Chilibar som Ursu

## Utgivning
| George Piștereanu och Ada Condeescu vid filmfestivalen i Berlin 2010 |  | George Piștereanu och Ada Condeescu vid filmfestivalen i Berlin 2010 |
| George Piștereanu och Ada Condeescu vid filmfestivalen i Berlin 2010 |  |                                                                      |

Filmen hade premiär i Rumänien 26 mars 2010. Den togs ut till huvudtävlan vid filmfestivalen i Berlin där den visades 13 april 2010. Den visades vid ett flertal internationella filmfestivaler under återstoden av året, bland annat Stockholms filmfestival. Den gick upp på bio i Sverige 3 december samma år.

## Mottagande
I Berlin tilldelades filmen juryns stora pris och Alfred Bauer-priset. Piștereanu fick priset för bästa skådespelare vid Stockholms filmfestival. I Rumänien fick filmen Gopopriset för bästa film, regi, kvinnliga biroll (Clara Vodă) och ljud, samt prisen för bästa regidebut och största framtidslöfte (Piștereanu). Den var årets mest sedda inhemska film med 55 858 biobiljetter sålda.